# Muzeum Podkarpackie w Krośnie

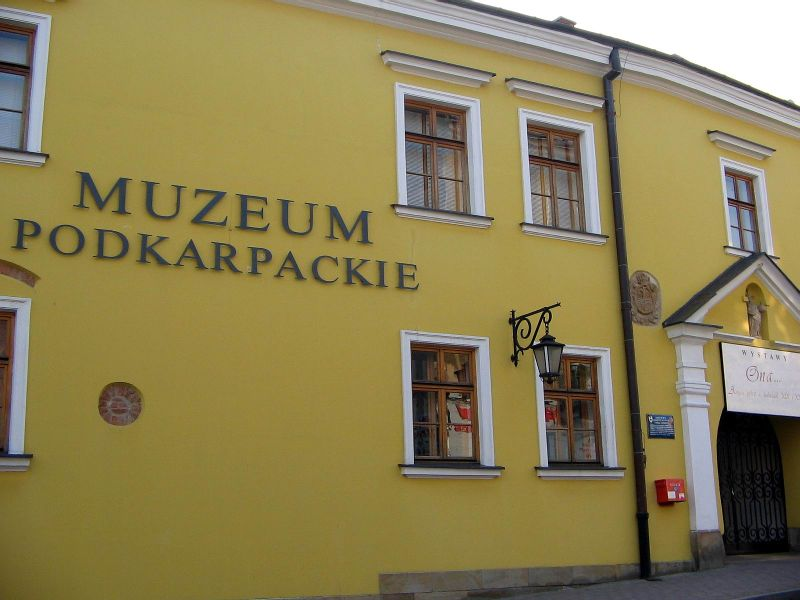
Muzeum Podkarpackie w Krośnie

Muzeum Podkarpackie w Krośnie powstało w 1954 r. jako Muzeum Regionalne PTTK, w 1958 r. stało się instytucją państwową pod nazwą Muzeum w Krośnie, a od 1975 r. – Muzeum Okręgowe. W 2000 r. przyjęło obecną nazwę.
Placówka mieści się na terenie starego miasta przy ul. Piłsudskiego 16, w zabytkowym budynku dawnego Pałacu Biskupiego. Muzeum posiada działy:
- archeologiczny
- historyczny
- artystyczny
- historii oświetlenia
- historii szkła i przemysłu szklarskiego
- oświatowo-promocyjny
- administracyjno-gospodarczy
- finansowo-księgowy
- biblioteka

W Muzeum znajdują się następujące stałe ekspozycje:
- Historia oświetlenia – jedna z najcenniejszych na świecie kolekcji lamp naftowych
- Przeszłość ożywiona – wystawa archeologiczna
- Z dziejów Krosna i regionu
- W kręgu twórców krośnieńskich XIX i XX w. – galeria sztuki krośnieńskiej
- Szkło podkarpackich hut

W Trzcinicy koło Jasła znajduje się Skansen Archeologiczny „Karpacka Troja”, który jest oddziałem Muzeum Podkarpackiego w Krośnie.
Skansen został otwarty 24-25 czerwca 2011.